# Ядерна електрорушійна установка

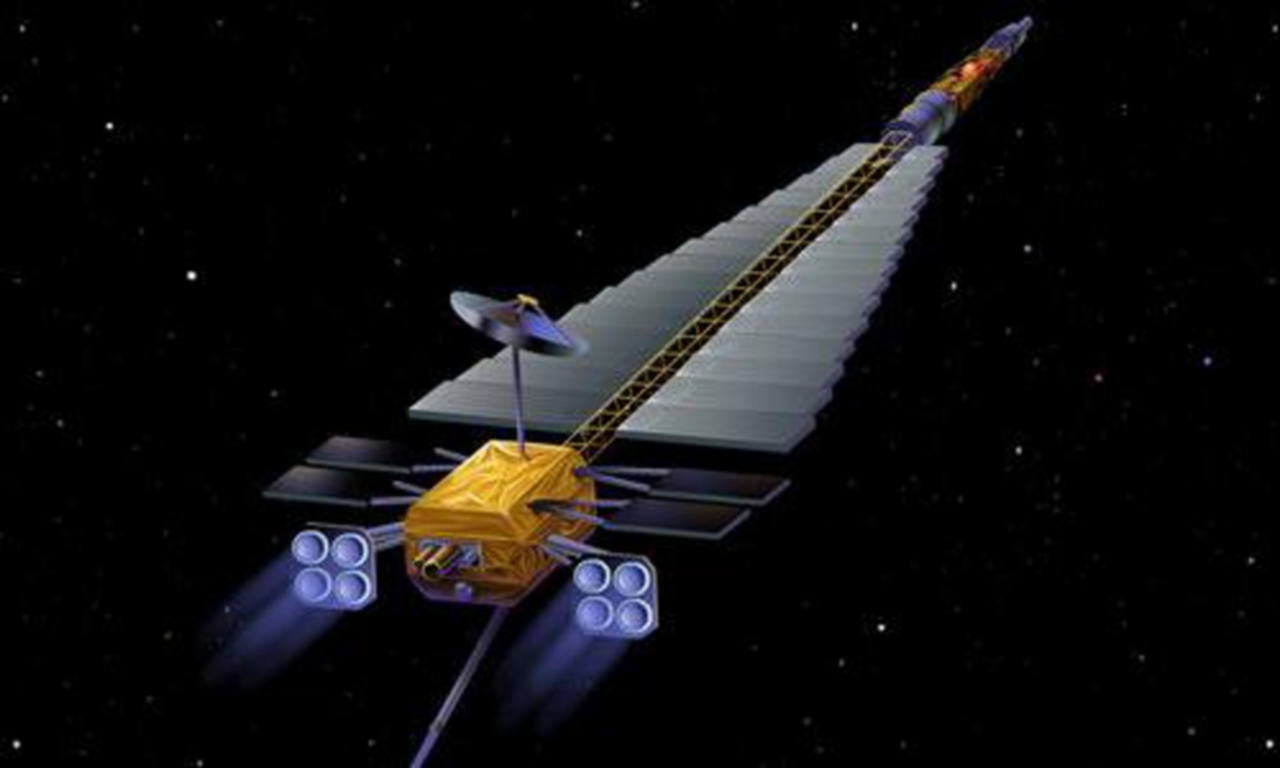
Ядерна установка електрорушійна

Я́дерна електроруші́йна установка (ЯЕРУ) — рушійна установка космічного апарата, що включає комплекс бортових систем космічного апарата (КА), таких як: електричний ракетний двигун (ЕРД), система електроживлення, забезпечуваного ядерним реактором, система зберігання і подачі робочого тіла (СЗіП), система автоматичного керування (САК).

## Історія
Початок робіт над ядерними двигунами припадає на 1960-ті роки. Ряд радянських підприємств галузі, зокрема центр Келдиша, КБХА, інститут Доллєжаля, брали участь у цих роботах, завдяки чому накопичено колосальний досвід не тільки роботи з ядерними двигунами, але й із термоемісійними і термоелектричними енергоустановками, а також матеріалами і паливом.
В радянський час від 1968 до 1988 року було випущено серію супутників «Космос» з ядерними реакторами. Кілька аварій супутників цієї серії викликали значний резонанс.

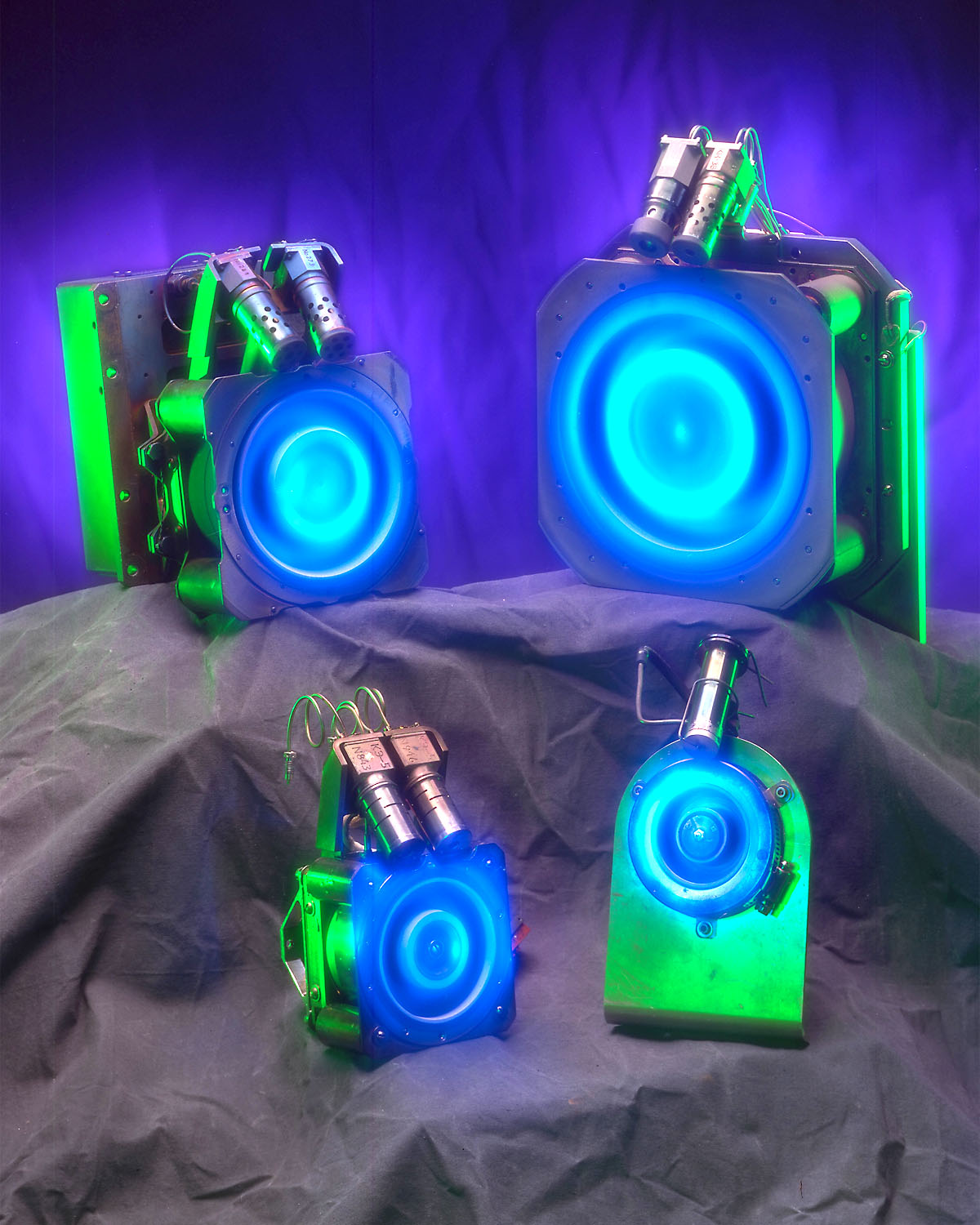
Стаціонарні плазмові двигуни різної потужності

Установки першого покоління до початку XXI ст. відрізнялися невисокою потужністю: установки типу «Бук», вироблені в 1970-і роки НВО «Червона зірка», мали потужність 5 кВт, тоді як установка початку XXI ст. має за проєктом потужність у 200 разів вищу — 1 МВт.
На відміну від ядерного ракетного двигуна, в якому реактор потрібен для розігріву робочого тіла і створення реактивної тяги, реактор ЯЕРУ виробляє теплову енергію, яка перетворюється на електричну і далі витрачається на роботу двигуна. Установка працює за замкнутим циклом без викиду радіоактивних речовин. Спеціально для ЯЕРУ в СССР[не знайдено в джерелі 2895 днів] створено стаціонарний плазмовий двигун СПД-290, тягою до 1500 мН.
Також для ЯЕРУ розглядався варіант іонного двигуна (ІД) високої потужності розроблений дослідницьким центром Келдиша ІД-500. Його параметри: потужність 32-35 кВт, тяга 375—750 мН, питомий імпульс 70 000 м/с, коефіцієнт корисної дії 0,75. ІД-500 має електроди іонооптичної системи, виконані з титану з діаметром перфорованої отворами зони 500 мм, катод газорозрядної камери, що забезпечує струм розряду в діапазоні 20-70 А і катод-нейтралізатор, здатний забезпечити нейтралізацію іонного пучка в діапазоні струмів 2-9 А. На наступному етапі розробки двигун буде оснащений електродами з вуглець-вуглецевого композиційного матеріалу і катодом із запалювальним електродом, виконаним з графіту.

## Загальний опис
ЯЕРУ іноді плутають з ядерним ракетним двигуном, що не зовсім коректно, оскільки ядерний реактор в ЯЕРУ використовується тільки для вироблення електроенергії. Вона, в свою чергу, використовується для запуску і живлення електричного ракетного двигуна (ЕРД), а також забезпечує електроживлення бортових систем космічного апарата.
ЯЕРУ складається з трьох основних пристроїв: реакторної установки з робочим тілом і допоміжними пристроями (теплообмінник-рекуператор і турбогенератор-компресор), електроракетної двигунної установки, холодильника-випромінювача.
Перевагами ЯЕРУ є можливість 10-річної експлуатації, великий міжремонтний інтервал і тривалий час роботи на одному ввімкненні З фізичної точки зору ЯЭДУ — компактний газоохолоджуваний реактор на швидких нейтронах.

## ЯЕРУ мегаватного класу
В 2009 році, Комісія з модернізації і технологічного розвитку економіки Росії при президенті Росії, затвердила проєкт ЯЕРУ мегаватного класу для транспортно-енергетичного модуля. Головним підприємством-конструктором вважається «НДІКІЕТ», на чолі з директором — генеральним конструктором Юрієм Драгуновим. Проєкт спрямований на те, щоб вивести Росію на перші позиції у створенні енергетичних комплексів космічного призначення, здатних вирішувати широкий спектр завдань у космосі, таких як дослідження Місяця і далеких планет зі створенням на них автоматичних баз. Особливість проєкту 2009—2018 полягає у використанні спеціального теплоносія — гелій-ксенонової суміші. А також те, що робочі органи системи захисту реакторної установки виконані з труб, виготовлених з молібденового сплаву. На початок 2016 року завершено ескізне проєктування, проєктну документацію, завершено випробування системи керування реактором, проведено випробування ТВЕЛ, проведено випробування корпусу реактора, проведено повномасштабні випробування макетів радіаційного захисту реакторної установки. На виставці «Держзамовлення — ЗА чесні закупівлі 2016», яка пройшла з 23 по 25 березня в Москві, АТ «НДІКІЕТ» представило макет реакторної установки для ядерної енергорушійної установки мегаватного класу.

## Проєкт DRACO
26 липня 2023 року, згідно повідомлення у виданні Space, NASA та DARPA планують запустити космічний апарат з ядерним тепловим двигуном, відомий як проєкт DRACO, на навколоземну орбіту наприкінці 2025 або на початку 2026 року. Головна мета місії DRACO — випробувати ядерний тепловий двигун (NTP) у космосі, що є потенційно перспективною технологією, яка може допомогти людству облаштуватися на Марсі та інших віддалених планетах. DARPA розпочала цей проєкт у 2021 році, а NASA приєдналася до нього на початку 2023 року. Розробленням та будівництвом DRACO буде займатися компанія Lockheed Martin. У ядерних теплових ракетах використовують невеликі реактори, які виділяють значну кількість тепла під час розщеплення атомів. Це тепло використовують для створення тяги за рахунок розширення і спрямовування пального газу в космос через космічний двигун. Космічний апарат DRACO перебуватиме на відносно високій орбіті навколо Землі, на висоті від 700 до 2000 км. З такої висоти для повернення на Землю через атмосферний опір DRACO знадобиться не менше 300 років. Згідно розрахунків, для роботи космічного апарата буде потрібно приблизно 2000 кг водню, який буде зберігатися у великому баку. DRACO буде досить компактним і зможе поміститися всередині ракети-носія Falcon 9 компанії SpaceX. Загальна вартість проєкту становить майже $499 млн. Половину коштів на реалізацію проєкту надасть DARPA, а решту — NASA.

## Перспективи
За оцінками О. В. Багрова, М. О. Смірнова і С. А. Смірнова ядерний ракетний двигун може дістатися до Плутона за 2 місяці і повернутися назад за 4 місяці з витратою 75 тонн палива, до Альфи Центавра за 12 років, а до Епсилон Ерідана за 24,8 року.